# Fëdor Nikolaevič Golicyn
Principe Fëdor Nikolaevič Golicyn, in russo Фёдор Николаевич Голицын? (Mosca, 18 aprile 1751 – Mosca, 17 dicembre 1827), è stato un poeta russo.

## Biografia
Era il figlio maggiore del generale Nikolaj Fëdorovič Golicyn (1728-1780), e di sua moglie, Praskov'ja Ivanovna Šuvalova (1734-1802).

## Carriera
Entrò nel servizio nel reggimento della guardia a cavallo, ricevendone 1771 il grado di cornetta. Nel 1768, venne inviato all'estero per migliorare la sua istruzione. In Francia a Ferney ebbe l'occasione di conobbere Voltaire.
Nel 1777 ritornò in Russia, dove fu presentato alla zarina e venne nominato Lord of the Bedchamber . Nel 1779 venne assegnato al Dipartimento del Senato. Dal 1786 divenne ciambellano.  Su richiesta dell'imperatore Paolo I, nel dicembre 1796, fu nominato curatore dell'Università di Mosca.

## Matrimonio
Sposò, il 13 febbraio 1783, la principessa Praskov'ja Nikolaevna Repnina (1756-1784), figlia maggiore del principe Nikolaj Vasil'evič Repnin, e di sua moglie, Natal'ja Aleksandrovna Kurakina. Sposò, nel 1788, Varvara Ivanovna Šipova (?-1804), vedova di Michail Alekseevič Volkonskij, dal quale ebbe cinque figli:
- Nikolaj Fëdorovič (1789-1860), sposò Anna Fëdorovna Bachmetev, non ebbero figli;
- Ivan Fëdorovič (1792-1835);
- Fëdor Fëdorovič (1794-1854);
- Aleksandr Fëdorovič (1796-1866);
- Michail Fëdorovič (1800-1873).

## Ultimi anni e morte
Durante il suo secondo soggiorno a Parigi, venne presentato al primo console Napoleone Bonaparte. Dopo aver seppellito la moglie nel 1804, il principe ritornò in Russia. Nel 1812 si trasferì a Vladimir.
Morì il 17 dicembre 1827 a Mosca.